# Wenjiahe Shuiku
Wenjiahe Shuiku är en reservoar i Kina. Den ligger i provinsen Hubei, i den centrala delen av landet, omkring 270 kilometer väster om provinshuvudstaden Wuhan. Trakten runt Wenjiahe Shuiku består huvudsakligen av våtmarker.
Genomsnittlig årsnederbörd är 1 565 millimeter. Den regnigaste månaden är maj, med i genomsnitt 222 mm nederbörd, och den torraste är december, med 22 mm nederbörd.